# غونار جيسلاسون
غونار جيسلاسون هو لاعب كرة قدم آيسلندي في مركز الدفاع، ولد في 4 يناير 1961 في أكوريري في آيسلندا. شارك مع منتخب آيسلندا لكرة القدم. أما مع النوادي، فقد لعب مع ناتدبيرنوفيلاغ ريكيافيكور وناتسبيرنوفلاغ أكوريرار ونادي أوسنابروك ونادي هكن.

## وصلات خارجية
- غونار جيسلاسون على موقع قاعدة بيانات كرة القدم.إي يو (الإنجليزية)
- غونار جيسلاسون على موقع بيانات كرة القدم. دي إي (الألمانية)
- غونار جيسلاسون على موقع ناشيونال فوتبول تيمز (الإنجليزية)